# Partito del Rinnovamento Algerino
Il Partito del Rinnovamento Algerino (in francese: Parti du Renouveau Algérien) è un partito politico algerino fondato nel 1989 da Noureddine Boukrou..

## Risultati elettorali
| Elezione          | Voti    | %    | Seggi   |
| ----------------- | ------- | ---- | ------- |
| Parlamentari 1997 | 197.262 | 1,88 | 0 / 380 |
| Parlamentari 2002 | 159.775 | 2,15 | 1 / 389 |
| Parlamentari 2007 | 103.356 | 1,80 | 4 / 389 |
| Parlamentari 2012 | 111.218 | 1,46 | 1 / 462 |
| Parlamentari 2017 | 24.662  | 0,38 | 1 / 462 |